# Дженніфер Солт
Дженніфер Солт (нар. 4 вересня 1944) — американський продюсер, сценарист і колишня акторка, відома роллю Юніс Тейт у комедійному телесеріалі «Мило» (1977—1981).

## Життя і кар'єра
Солт народилася в Лос-Анджелесі, штат Каліфорнія, в родині сценариста Волдо Солта та акторки Мері Девенпорт. У неї є молодша сестра Дебора. Її мачухою була письменниця Ів Мерріам. Вона навчалася у театральній школі у Нью-Йорку та закінчила коледж Сари Лоуренс. Батько Солт перебував у чорному списку Голлівуду протягом більшої частини 1950-х і початку 1960-х років через переслідування Комісія з розслідування антиамериканської діяльності, але йому вдалося тріумфально повернутися з двома фільмами, які принесли йому Оскар.
Вона кілька разів виступала на сцені, за роль Естель у п'єсі «День батька» здобула премію від «Theatre World» у 1971 році. Вона також зіграла Юніс Тейт-Лейтнер, доньку-нобіста Честера та Джесіки Тейт у телевізійному комедійному серіалі «Мило». Одна з перших ролей у кіно була у фільмі «Опівнічний ковбой» (1969) Божевільної Енні, роль коханої Джо Бака з його рідного міста. Мешкаючи разом з акторкою Марго Кіддер у Малібу на початку 1970-х років, вона працювала в тандемі з американським режисером Браяном Де Пальмою у фільмах «Весілля» (1969), «Привіт, мамо!» (1970) та «Сестри» (1972), а також з'явилася з Корнелом Вайлдом і Скоттом Гленном у телефільмі «Гаргульї» (1972).
Солт залишила акторську кар'єру та продовжила писати, зокрема сценарії епізодів телесеріалу «Частини тіла» та інших проєктів. У 1998 році вона отримала першу постійну роботу як сценариста у детективній драмі «Гріхи міста». Вона — співавтор сценарію для фільму з Джулією Робертс у головній ролі «Їсти молитися кохати» (2010), заснованого на однойменному бестселері мемуарів Елізабет Ґілберт. У 2011 році Солт брала участь у роботі над пілотним проєктом серіалу HBO, заснованого на мемуарах Рейчел Де Воскін «Іноземні немовлята в Пекіні».
У 2006 році її номінували на премію Гільдії сценаристів США за епізод «Частини тіла» «Рі Рейнольдс». У 2011 році вона приєдналася до серіалу жахів FX «Американська історія жаху» як сценарист і співвиконавчий продюсер.

## Сім'я
Її син, Джона Грінберг, — агент з талантів CAA Beijing.

## Театр

### Акторка
| Рік  | Назва          | Роль   | Примітки                     |
| ---- | -------------- | ------ | ---------------------------- |
| 1970 | Акварель       | Глорія |                              |
| 1971 | День батька    | Естель | Лауреат премії Theatre World |
| 1981 | Поспішне серце |        |                              |
| 1982 | Дипломатія     |        |                              |

## Фільмографія

### Акторка
| Рік  | Назва                   | Роль           | Примітки                     |
| ---- | ----------------------- | -------------- | ---------------------------- |
| 1968 | Вбивство а-ля Мод       | Пташка         | (зазначена як Дженіфер Солт) |
| 1969 | Весілля                 | Фібі           |                              |
| 1969 | Опівнічний ковбой       | Енні — Техас   |                              |
| 1970 | Привіт, мамо!           | Джуді Бішоп    |                              |
| 1970 | Революціонер            | Гелен          |                              |
| 1970 | Брюстер Макклауд        | Гоуп           |                              |
| 1972 | Зіграй мені знову, Семе | Шерон          |                              |
| 1972 | Гаргульї                | Діана          |                              |
| 1972 | Сестри                  | Грейс Кольєр   | також Кровні сестри          |
| 1978 | Сім'я                   | Сьюзі Робінсон |                              |
| 1980 | Моя черга               | Мейсі          |                              |
| 1985 | З темряви               | Енн Зіго       |                              |

### Сценарист
| Рік      | Назва                | Примітки   |
| -------- | -------------------- | ---------- |
| 2003 рік | Темп                 |            |
| 2010 рік | Їсти молитися кохати | (Сценарій) |

## Телебачення

### Акторка
| Рік       | Назва                        | Роль           | Примітки                                      |
| --------- | ---------------------------- | -------------- | --------------------------------------------- |
| 1972      | ФБР                          | Діана          | 1 епізод — «Документи Франкліна»              |
| 1972      | Горгульї                     | Діана Болі     | Телевізійний фільм                            |
| 1973      | Любов, американський стиль   |                | Фрагмент «Любов і Невесілля».                 |
| 1974      | Післяобідня перерва ABC      | Джуді Оуенс    | також ABC Matinee Today                       |
| 1974      | Велика Ніагара               | Лоїс           | телефільм                                     |
| 1977      | All-Star Family Feud Special | себе           | (для Мила)                                    |
| 1978      | Сім'я                        | Сьюзі Робінсон | 1 епізод                                      |
| 1979      | $weepstake$                  |                | Епізод: «Ковбой, Лінда та Енджі, Марк»        |
| 1979      | Сімейна доля                 | себе           | 2 епізоди                                     |
| 1979      | Човен кохання                | Патриція Лукас | Сезон 3, епізод № 5: «Мій хлопець повернувся» |
| 1981      | Терор серед нас              | Конні Пакстон  | Телевізійний фільм                            |
| 1977–1981 | Мило                         | Юніс Тейт      | 63 епізоди                                    |
| 1984      | Старі друзі                  | Лаура Кінг     | Телевізійний фільм                            |
| 1985      | З темряви                    | Енн Зіго       | Телевізійний фільм                            |
| 1986      | Магнум, П.І                  | Сьюзан Брандіс | 1 епізод — «Знайди мені веселку»              |
| 1981–1986 | Це життя                     | Діді           | 2 епізоди                                     |
| 1986      | Родинні зв'язки              | Клюгер         | 1 епізод — «Be True To Your Preschool»        |
| 1987      | Смертельний догляд           | Колядка        | Телевізійний фільм                            |
| 1987      | Вона написала вбивство       | Гелен Ленглі   | 1 серія — «Indian Giver»                      |
| 1988      | Дует                         | Сінді          | 1 серія — «Мама і я»                          |
| 1988      | Bustin' Loose                | Ванда          | 1 епізод — «The Parent Trap»                  |
| 1990      | Порожнє гніздо               | Лінда Броуді   | 1 серія — «Візьми мою маму, будь ласка»       |
| 1990      | Хроніки Маршалла             | Синтія Брайман | 6 серій                                       |
| 1990      | Життєві історії              | Гелен Форчетт  | 1 епізод — «Джеррі Форчетт»                   |

### Продюсер
| рік            | Назва                     | Примітки                                                            |
| -------------- | ------------------------- | ------------------------------------------------------------------- |
| 2003–2010 роки | Частини тіла              | (Продюсер, співпродюсер, продюсер-супервайзер, виконавчий продюсер) |
| 2010 рік       | Прискорення               | (Виконавчий продюсер)                                               |
| 2011–дотепер   | Американська історія жаху | (Співвиконавчий продюсер)                                           |
| 2020–тепер     | Сестра Ретчед             | (Виконавчий продюсер)                                               |

### Суенарист
| Рік       | Назва                     | Примітки                    |
| --------- | ------------------------- | --------------------------- |
| 1998      | Гріхи міста               | 4 епізоди                   |
| 2000      | Шоу переслідування Лорі   | Телефільм, він же Суперники |
| 2002      | Таємниця Неро Вульфа      | Епізод: «Cop Killer»        |
| 2003–2010 | Частини тіла              | 19 серій                    |
| 2011–     | Американська історія жаху | 9 серій                     |
| 2020–     | Сестра Ретчед             | 2 епізоди                   |